# Kasztelania krakowska
Kasztelania krakowska – kasztelania mieszcząca się niegdyś w województwie krakowskim, z siedzibą (kasztelem) w Krakowie.

## Kasztelanowie krakowscy
| Imię i nazwisko                             | Okres urzędowania           | p.                    |
| Stefan herbu Topór                          | 1145                        |                       |
| ------------------------------------------- | --------------------------- | --------------------- |
| Jaksa Gryfita                               | ?–1176 (około)              | [ potrzebny przypis ] |
| Goworek                                     | 1206–?                      | [ potrzebny przypis ] |
| Pakosław Stary                              | 1222 (około)                | [ potrzebny przypis ] |
| Klemens z Brzeźnicy                         | 1230–1241 (około)           | [ potrzebny przypis ] |
| Klemens z Ruszczy                           | 1241–?                      | [ potrzebny przypis ] |
| Sąd                                         | do 1255? (zm. 1255)         | [ potrzebny przypis ] |
| Adam                                        | 1255–1264                   | [ potrzebny przypis ] |
| Warsz                                       | 1270–?                      | [ potrzebny przypis ] |
| Warcisław z Krzelowa                        | 1293–1296                   | [ potrzebny przypis ] |
| Pakosław z Mstyczowa                        | ?–1319                      | [ potrzebny przypis ] |
| Nawój z Morawicy                            | 1320–1331                   | [ potrzebny przypis ] |
| Spycimir Leliwita                           | 1339–1354                   | [ potrzebny przypis ] |
| Jan z Melsztyna                             | 1366–1380                   | [ potrzebny przypis ] |
| Dobiesław Kurozwęcki                        | 1380–1389                   | [ potrzebny przypis ] |
| Spytko z Melsztyna                          | 1389–1399                   | [ potrzebny przypis ] |
| Jan Tęczyński                               | 1399–1405                   | [ potrzebny przypis ] |
| Jan z Tarnowa                               | 1406–1409                   | [ potrzebny przypis ] |
| Krystyn z Ostrowa                           | 1410–1430                   | [ potrzebny przypis ] |
| Mikołaj z Michałowa i Kurozwęk zw. Białucha | 1430–1438                   | [ potrzebny przypis ] |
| Jan Czyżowski                               | 1438–1458                   | [ potrzebny przypis ] |
| Jan z Tęczyna                               | 1459–1470                   | [ 2 ]                 |
| Jan z Pilicy                                | 1472–1476 (jeszcze w 1477?) | [ 2 ]                 |
| Dziersław z Rytwian                         | 1477–1477 (jeszcze w 1478?) | [ 2 ]                 |
| Jakub Dembiński                             | 1462–1490                   | [ 2 ]                 |
| Jan I Amor Tarnowski                        | 1490–1500                   | [ 2 ]                 |
| Spytek Jarosławski                          | 1501–1519                   | [ 2 ]                 |
| Mikołaj Firlej                              | 1520–1526                   | [ 2 ]                 |
| Krzysztof Szydłowiecki                      | 1527–1532                   | [ 2 ]                 |
| Andrzej Tęczyński                           | 1533–1536                   | [ 2 ]                 |
| Jan II Amor Tarnowski                       | 1536–1561                   | [ 2 ]                 |
| Andrzej Tęczyński                           | 1561–1561                   | [ 2 ]                 |
| Marcin Zborowski                            | 1562–1565                   | [ 2 ]                 |
| Spytek Wawrzyniec Jordan                    | 1565–1568                   | [ 2 ]                 |
| Sebastian Mielecki                          | 1568–1568 (jeszcze w 1574?) | [ 2 ]                 |
| Walenty Dembiński                           | 1564–1584                   | [ 2 ]                 |
| Seweryn Boner                               | 1590–1592                   | [ 2 ]                 |
| Janusz Ostrogski                            | 1593–1620                   | [ 2 ]                 |
| Jerzy Zbaraski                              | 1620–1631                   | [ 2 ]                 |
| Stanisław Koniecpolski                      | 1633–1646                   | [ 2 ]                 |
| Jakub Sobieski                              | 1646–1646                   | [ 2 ]                 |
| Mikołaj Potocki                             | 1646–1651                   | [ 2 ]                 |
| Stanisław Warszycki                         | 1651–1681                   | [ 2 ]                 |
| Dymitr Jerzy Wiśniowiecki                   | 1681–1682                   | [ 2 ]                 |
| Stanisław Koniecpolski                      | 1682–1682                   | [ 2 ]                 |
| Andrzej Potocki                             | 1682–1691                   | [ 2 ]                 |
| Stanisław Jan Jabłonowski                   | 1692–1702                   | [ 2 ]                 |
| Feliks Kazimierz Potocki                    | 1702–1702                   | [ 2 ]                 |
| Hieronim Augustyn Lubomirski                | 1702–1706                   | [ 2 ]                 |
| Marcin Kazimierz Kątski                     | 1706–1710                   | [ 2 ]                 |
| Adam Mikołaj Sieniawski                     | 1710–1726                   | [ 2 ]                 |
| Janusz Antoni Wiśniowiecki                  | 1703–1741                   | [ 2 ]                 |
| Józef Wandalin Mniszech                     | 1742–1747                   | [ 2 ]                 |
| Józef Potocki                               | 1748–1751                   | [ 2 ]                 |
| Stanisław Poniatowski                       | 1752–1762                   | [ 2 ]                 |
| Jan Klemens Branicki                        | 1762–1771                   | [ 2 ]                 |
| Jerzy August Mniszech                       | 1767–1778                   | [ 2 ]                 |
| Wacław Piotr Rzewuski                       | 1774–1779                   | [ 2 ]                 |
| Antoni Lubomirski                           | 1779–1782                   | [ 2 ]                 |
| Antoni Barnaba Jabłonowski                  | 1782–1795                   | [ 2 ]                 |